# La Betìa ovvero in amore, per ogni gaudenza, ci vuole sofferenza
La Betìa ovvero in amore, per ogni gaudenza, ci vuole sofferenza è un film del 1971, diretto da Gianfranco de Bosio, tratto dalla commedia La Betia del Angelo Beolco detto Ruzante, interpretato, tra gli altri, da Nino Manfredi e Rosanna Schiaffino.
Nella colonna sonora del film vi è la canzone Bel oselino di Lino Toffolo.

## Trama
Un povero bracciante, Zilio, vuole sposare Betìa, la figlia di una ricca contadina. Dopo l'ennesimo rifiuto Zilio è disperato, ma Nale, amante della giovane, combina un matrimonio di facciata tra i due, convinto di poterne approfittare. Dopo la cerimonia, però il legittimo marito accoltella Nale che pare morto, ma in realtà prepara uno scherzo alla coppia.

## Cast
L'attore iugoslavo Ljubiša Samardžić, che interpreta il ruolo di Zilio, è accreditato con il nome Smoki Samardì per ragioni ignote.

## Critica
Per il Dizionario Morandini il film è un «ibrido: né culturale né popolare, a mezza strada tra teatro e cinema», che mantiene la «vitalità ribalda dell'originale» ma tende al «pittoresco superficiale».